# Metropolia Taiyuan
Metropolia Taiyuan – metropolia Kościoła rzymskokatolickiego w Chińskiej Republice Ludowej. Erygowana w dniu 11 kwietnia 1946 roku. W skład metropolii wchodzi 1 archidiecezja i 6 diecezji.
W skład metropolii wchodzą:
- Archidiecezja Taiyuan
  - Diecezja Datong
  - Diecezja Hongdong
  - Diecezja Lu’an
  - Diecezja Lüliang
  - Diecezja Shuozhou
  - Diecezja Yuci